# Геблевич, Ольгерд
Ольгерд Геблевич (пол. Olgierd Geblewicz; род. 15 октября 1972, Голенюв) — польский чиновник местного самоуправления, в 2008—2010 годах председатель Собрания Западно-Поморского воеводства, с 2010 года маршал Западно-Поморского воеводства.
С 2016 г. президент Ассоциации воеводств Республики Польша, с 2020 г. президент Европейской народной партии в Европейском комитете регионов.

## Биография
Он также является выпускником Музыкальной школы первой ступени в Голенюве. Он окончил юридический факультет Щецинского университета и экономические факультеты Западно-Поморской школы бизнеса. Он также закончил аспирантуру по управлению бизнесом в Варшавском университете.
В 2001 году он присоединился к «Гражданской платформе». В 2002 году он стал советником Голенюва. В 2006 году он стал советником Собрания Западно-Поморского воеводства, председателем клуба «Гражданская платформа» и председателем комитета по экономике. 2 декабря 2008 года он был избран председателем областного собрания третьего срока, заменив Михала Лучака. В 2009 году он стал членом правления Субрегионального сотрудничества государств Балтийского моря (BSSSC) от Польши. В 2010 году он стал председателем этой организации. 29 ноября 2010 года воеводские советники назначили его маршалом, срок полномочий он приступил 7 декабря того же года.
В октябре 2011 года стал членом Комитета регионов. В 2014 году он был переизбран маршалом воеводства. 3 марта 2016 года избран председателем правления Ассоциации воеводств Республики Польша. 23 ноября 2018 года вновь назначен маршалом воеводства. В мае 2019 года вошел в состав наблюдательного совета Национального фонда охраны окружающей среды и водного хозяйства. В январе 2020 года избран председателем фракции Европейской народной партии в Комитете регионов.
В июле 2021 года он был назначен послом Европейского климатического пакта в Европейской комиссии. В октябре 2021 года избран председателем региональных структур Гражданская Платформа. В 2022 году стал членом президиума Европейской народной партии. На выборах 2024 года он был избран маршалом воеводства.